# 발렌틴 차우셰스쿠
발렌틴 차우셰스쿠(루마니아어: Valentin Ceaușescu, 1948년 2월 17일 ~ )는 루마니아의 물리학자이다. 그는 전 공산주의 대통령 니콜라에 차우셰스쿠와 엘레나 차우셰스쿠의 맏이이자 유일한 생존자이다.